# 齐森多夫
齐森多夫是德国梅克伦堡-前波美拉尼亚州的一个市镇。总面积為26.42平方公里，总人口1388人，其中男性688人，女性700人（2011年12月31日），人口密度53人/平方公里。